# Juniorvärldsmästerskapen i friidrott 2002
Juniorvärldsmästerskapen i friidrott 2002 var de 9:e juniorvärldsmästerskapen i friidrott arrangerade av IAAF. Mästerskapet var för friidrottare under 20 år och hölls på Independence Park i Kingston, Jamaica mellan 16 och 21 juli 2002. Totalt 43 grenar hölls under mästerskapen, 22 för herrar och 21 för damer. 

## Medaljfördelning
| Medaljfördelning |                     |      |        |       |        |
| Placering        | Nation              | Guld | Silver | Brons | Totalt |
| 1                | USA                 | 9    | 5      | 7     | 21     |
| 2                | Kenya               | 5    | 1      | 2     | 8      |
| 3                | Etiopien            | 3    | 4      | 1     | 8      |
| 4                | Kuba                | 3    | 1      | 0     | 4      |
| 5                | Kroatien            | 3    | 0      | 0     | 3      |
| 6                | Kina                | 2    | 8      | 1     | 11     |
| 7                | Jamaica             | 2    | 5      | 4     | 11     |
| 8                | Sydafrika           | 2    | 0      | 0     | 2      |
| 9                | Ryssland            | 1    | 2      | 7     | 10     |
| 10               | Polen               | 1    | 2      | 2     | 5      |
| 11               | Qatar               | 1    | 2      | 1     | 4      |
| 12               | Storbritannien      | 1    | 1      | 1     | 3      |
| 12               | Trinidad och Tobago | 1    | 1      | 1     | 3      |
| 14               | Lettland            | 1    | 1      | 0     | 2      |
| 14               | Marocko             | 1    | 1      | 0     | 2      |
| 14               | Ukraina             | 1    | 1      | 0     | 2      |
| 17               | Tyskland            | 1    | 0      | 1     | 2      |
| 17               | Japan               | 1    | 0      | 1     | 2      |
| 19               | Nya Zeeland         | 1    | 0      | 0     | 1      |
| 19               | Rumänien            | 1    | 0      | 0     | 1      |
| 19               | Sverige             | 1    | 0      | 0     | 1      |
| 19               | Uzbekistan          | 1    | 0      | 0     | 1      |
| 23               | Slovakien           | 0    | 2      | 0     | 2      |
| 24               | Belarus             | 0    | 1      | 2     | 2      |
| 25               | Australien          | 0    | 1      | 2     | 3      |
| 25               | Frankrike           | 0    | 1      | 2     | 3      |
| 27               | Antigua och Barbuda | 0    | 1      | 0     | 1      |
| 27               | Kazakstan           | 0    | 1      | 0     | 1      |
| 27               | Kuwait              | 0    | 1      | 0     | 1      |
| 30               | Brasilien           | 0    | 0      | 2     | 2      |
| 30               | Finland             | 0    | 0      | 2     | 2      |
| 32               | Bahamas             | 0    | 0      | 1     | 1      |
| 32               | Indien              | 0    | 0      | 1     | 1      |
| 32               | Sydkorea            | 0    | 0      | 1     | 1      |
| 32               | Luxemburg           | 0    | 0      | 1     | 1      |
| 32               | Nigeria             | 0    | 0      | 1     | 1      |
| 32               | Tanzania            | 0    | 0      | 1     | 1      |

*All information kommer från IAAF:s hemsida.

## Resultat
- Nyckel
  - WJR - Världsrekord för juniorer
  - WJL - Världsårsbästa för juniorer
  - NJR - Nationsrekord för juniorer
  - NR - Nationsrekord
  - CR - Mästerskapsrekord
  - PB - Personligt rekord
  - SB - Personligt rekord för säsongen

### Herrar
| Gren              | Guld                                                                       | Guld        | Silver                                                           | Silver      | Brons                                                                   | Brons       |
| 100 m             | Darrel Brown Trinidad och Tobago                                           | 10.09 CR    | Marc Burns Trinidad och Tobago                                   | 10.18 PB    | Willie Hordge USA                                                       | 10.36       |
| 200 m             | Usain Bolt Jamaica                                                         | 20.61       | Brendan Christian Antigua och Barbuda                            | 20.74       | Wes Felix USA                                                           | 20.82 PB    |
| 400 m             | Darold Williamson USA                                                      | 45.37       | Jonathan Fortenberry USA                                         | 45.73       | Jermaine Gonzales Jamaica                                               | 45.84 PB    |
| 800 m             | Alex Kipchirchir Kenya                                                     | 1:46.59     | Salem Amer Al-Badri Qatar                                        | 1:46.63 NJR | David Fiegen Luxemburg                                                  | 1:46.66     |
| 1500 m            | Yassine Bensghir Marocko                                                   | 3:40.72 PB  | Abdulrahman Suleiman Qatar                                       | 3:41.72     | Samwel Mwera Tanzania                                                   | 3:41.75     |
| 5000 m            | Hillary Chenonge Kenya                                                     | 13:28.30 CR | Markos Geneti Etiopien                                           | 13:28.83 SB | Gebregziabher Gebremariam Etiopien                                      | 13:29.13    |
| 10 000 m          | Gebregziabher Gebremariam Etiopien                                         | 29:02.71    | Sileshi Sihine Etiopien                                          | 29:03.74    | Solomon Bushendich Kenya                                                | 29:05.96    |
| 110 m häck        | Antwon Hicks USA                                                           | 13.42       | Shi Dongpeng Kina                                                | 13.58       | Shamar Sands Bahamas                                                    | 13.67       |
| 400 m häck        | L.J. van Zyl Sydafrika                                                     | 48.89 CR    | Kenneth Ferguson USA                                             | 49.38 PB    | Bershawn Jackson USA                                                    | 50.00 PB    |
| 3000 m hinder     | Michael Kipyego Kenya                                                      | 8:29.54     | David Kirwa Kenya                                                | 8:31.44     | Abubaker Ali Kamal Qatar                                                | 8:33.67 NJR |
| 10000 m gång      | Vladimir Kanajkin Ryssland                                                 | 41:41.40    | Xu Xingde Kina                                                   | 41:44.00    | Lu Ronghua Kina                                                         | 41:46.07    |
| 4 x 100 m stafett | USA Ashton Collins Wes Felix Ivory Williams Willie Hordge                  | 38.92 WJR   | Jamaica Winston Hutton Orion Nicely Yhann Plummer Usain Bolt     | 39.15 NJR   | Trinidad och Tobago Chevon Simpson Marc Burns Kevon Holder Darrel Brown | 39.17 NJR   |
| 4 x 400 m stafett | USA Kenneth Ferguson Darold Williamson Ashton Collins Jonathan Fortenberry | 3:03.71     | Jamaica Sekou Clarke Usain Bolt Jermaine Myers Jermaine Gonzales | 3:04.06 NJR | Japan Yamauchi Fujio Daisuke Sakai Yuki Yamaguchi Yosuke Inoue          | 3:05.80 AJR |
| Höjdhopp          | Andra Manson USA                                                           | 2.31 WLJ    | Zhu Wannan Kina                                                  | 2.23 PB     | Germaine Mason Jamaica                                                  | 2.21        |
| Stavhopp          | Maksym Mazuryk Ukraina                                                     | 5.55 WLJ    | Vladyslav Revenko Ukraina                                        | 5.55 WLJ    | Vincent Favretto Frankrike                                              | 5.40        |
| Längdhopp         | Ibrahim Abdulla Al-Waleed Qatar                                            | 7.99 PB     | Fabrice Lapierre Australien                                      | 7.74 PB     | Trevell Quinley USA                                                     | 7.71 PB     |
| Tresteg           | Arnie David Giralt Kuba                                                    | 16.68       | Li Yanxi Kina                                                    | 16.66 PB    | Aleksandr Sergejev Ryssland                                             | 16.55       |
| Kula (6 kg)       | Edis Elkasevic Kroatien                                                    | 21.47 WLJ   | Sean Shields USA                                                 | 20.54       | Mika Vasara Finland                                                     | 20.50       |
| Diskus (1,750 kg) | Wu Tao Kina                                                                | 64.51 WLJ   | Dmitriy Sivakov Vitryssland                                      | 62.00       | Michał Hodun Polen                                                      | 61.74       |
| Slägga (6 kg)     | Werner Smit Sydafrika                                                      | 76.43       | Ali Al-Zinkawi Kuwait                                            | 73.69       | Aliaksandr Kazulka Vitryssland                                          | 72.72       |
| Spjut             | Igor Janik Polen                                                           | 74.16       | Vladislav Shkurlatov Ryssland                                    | 74.09 PB    | Jung Sang-Jin Sydkorea                                                  | 73.99 PB    |
| Tiokamp           | Leonid Andrejev Uzbekistan                                                 | 7693        | Nadir El Fassi Frankrike                                         | 7677        | Mikko Halvari Finland                                                   | 7587        |
|                   |                                                                            |             |                                                                  |             |                                                                         |             |

### Damer
| Gren            | Guld                                                                    | Guld         | Silver                                                                | Silver      | Brons                                                                     | Brons       |
| 100 m           | Lauryn Williams USA                                                     | 11.33 PB     | Simone Facey Jamaica                                                  | 11.43 PB    | Marshevet Hooker USA                                                      | 11.48       |
| 200 m           | Vernicha James Storbritannien                                           | 22.93 PB     | Anneisha McLaughlin Jamaica                                           | 22.94 PB    | Sanya Richards USA                                                        | 23.09       |
| 400 m           | Monique Henderson USA                                                   | 51.10 SB     | Sanya Richards USA                                                    | 51.49       | Sheryl Morgan Jamaica                                                     | 52.61       |
| 800 m           | Janeth Jepkosgei Kenya                                                  | 2:00.80 WLJ  | Lucia Klocová Slovakien                                               | 2:01.73     | Juliana Paula de Azevedo Brasilien                                        | 2:03.81 PB  |
| 1500 m          | Viola Kibiwot Kenya                                                     | 4:12.57 PB   | Berhane Herpassa Etiopien                                             | 4:13.59     | Olesja Syreva Ryssland                                                    | 4:14.32 PB  |
| 3000 m          | Meseret Defar Etiopien                                                  | 9:12.61      | Mariem Alaoui Selsouli Marocko                                        | 9:16.28 PB  | Olesja Syreva Ryssland                                                    | 9:16.58 PB  |
| 5000 m          | Meseret Defar Etiopien                                                  | 15:54.94     | Tirunesh Dibaba Etiopien                                              | 15:55.99    | Vivian Cheruiyot Kenya                                                    | 15:56.04    |
| 100 m häck      | Anay Tejeda Kuba                                                        | 12.81        | Agnieszka Frankowska Polen                                            | 13.16       | Tina Klein Tyskland                                                       | 13.23       |
| 400 m häck      | Lashinda Demus USA                                                      | 54.70 WJR    | Melaine Walker Jamaica                                                | 56.03       | Camille Robinson Jamaica                                                  | 56.14 PB    |
| 10000 m gång    | Fumi Mitsumura Japan                                                    | 46:01.51 NJR | Liu Siqi Kina                                                         | 46:07.15    | Maryna Tsikhanava Vitryssland                                             | 46:14.67 SB |
| 4x100 m stafett | Jamaica Sherone Simpson Kerron Stewart Anneisha McLaughlin Simone Facey | 43.40 CR     | USA Lauryn Williams Ashlee Williams Shalonda Solomon Marshevet Hooker | 43.66       | Storbritannien Jade Lucas-Read Jeanette Kwakye Amy Spencer Vernicha James | 44.22 PB    |
| 4x400 m stafett | USA Christina Hardeman Monique Henderson Tiffany Ross Lashinda Demus    | 3:29.95 NJR  | Storbritannien Kim Wall Amy Spencer Vernicha James Lisa Miller        | 3:30.46 NJR | Ryssland Jelena Mygunova Maria Dryachlova Julia Gusjtjina Tatjana Popova  | 3:34.49     |
| Höjdhopp        | Blanka Vlašić Kroatien                                                  | 1.96 WLJ     | Anna Ksok Polen                                                       | 1.87        | Petrina Price Australien                                                  | 1.87        |
| Stavhopp        | Floé Kühnert Tyskland                                                   | 4.40 CR      | Julia Golubtjikova Ryssland                                           | 4.30        | Natalija Belinskaja Ryssland                                              | 4.20        |
| Längdhopp       | Adina Anton Rumänien                                                    | 6.46 PB      | Wang Lina Kina                                                        | 6.36        | Esther Aghatise Nigeria                                                   | 6.34        |
| Tresteg         | Mabel Gay Kuba                                                          | 14.09        | Arianna Martínez Kuba                                                 | 13.74       | Keila da Silva Costa Brasilien                                            | 13.70       |
| Kulstötning     | Valerie Adams Nya Zeeland                                               | 17.73 AJR    | Zhang Ying Kina                                                       | 16.76       | Laura Gerraughty USA                                                      | 16.62       |
| Diskus          | Ma Xuejun Kina                                                          | 58.85 PB     | Xu Shaoyang Kina                                                      | 57.87       | Seema Antil Indien                                                        | 55.83       |
| Slägga          | Ivana Brkljačić Kroatien                                                | 65.39        | Martina Danišová Slovakien                                            | 63.91       | Julia Rozenfeld Ryssland                                                  | 60.83 PB    |
| Spjutkastning   | Linda Brivule Lettland                                                  | 55.35 PB     | Ilze Gribule Lettland                                                 | 54.16 SB    | Urszula Jasińska Polen                                                    | 54.06       |
| Sjukamp         | Carolina Klüft Sverige                                                  | 6470 WJR     | Olga Aleksejeva Kazakstan                                             | 5727        | Olga Levenkova Ryssland                                                   | 5712        |
|                 |                                                                         |              |                                                                       |             |                                                                           |             |